# Silene striata
Silene striata är en nejlikväxtart som beskrevs av Paul Rohrbach. 
Silene striata ingår i släktet glimmar, och familjen nejlikväxter. Inga underarter finns listade i Catalogue of Life.